# Тай Фармерз Банк (футбольный клуб)
«Тай Фармерз Банк» (тайск. สโมสรฟุตบอลธนาคารกสิกรไทย) — реорганизованный таиландский футбольный клуб из Касикорн-Бэнк (ранее Тэй-Фармерз-Бэнк). Дважды выигрывал Лигу чемпионов АФК (единственный таиландский клуб, который смог сделать это) в 1994 и 1995 годах.
Расформирован в 2001 в связи с азиатским финансовым кризисом.

## Достижения
- Лига чемпионов АФК (2): 1994, 1995
- Чемпионат Таиланда по футболу (5): 1991, 1992, 1993, 1995, 2000
- Кубок Королевы (4): 1994, 1995, 1996, 1997
- Клубный чемпионат Азии и Африки: 1994

## Выступления на Клубном чемпионате Азии
- Лига чемпионов АФК: 5 попыток

1993: Квалификация-3 раунд
1994: Чемпион
1995: Чемпион
1996: 3 место
1997: второй круг